# Lacinipolia imbuna
Lacinipolia imbuna là một loài bướm đêm trong họ Noctuidae.